# Улица Архитектора Щусева
У́лица Архите́ктора Щу́сева — улица на юге Москвы в Даниловском районе Южного административного округа от проспекта Лихачёва к улице Льва Юдина.

## Происхождение названия
Улица (ранее Проектируемый проезд № 7015) получила название в марте 2016 года в честь выдающегося русского и советского архитектора, заслуженного архитектора СССР, лауреата четырёх Сталинских премий Алексея Щусева (1873—1949). Несколько улиц в районе бывшей промышленной зоны Завода имени Лихачёва (ЗИЛ) названы именами известных художников и архитекторов XX века.
Гранатный переулок носил имя улица Щусева в 1949—1992 годах.

## Описание
Улица начинается от проспекта Лихачёва, проходит на юг, пересекает улицы Кандинского, Родченко, Татлина, Лентулова и планируемую Варвары Степановой; выходит на улицу Льва Юдина. В квартале между улицами Татлина и Лентулова расположена местная достопримечательность — «дом с голубями».